# 1829年9月28日日食
1829年9月28日日食为一次在协调世界时1829年9月28日出現的日環食。該次日食食分為0.9317，食甚維持7分43秒。

## 概述
這次日食的食分是0.9317，環食維持7分43秒。

## 基本參數
- 類型：日環食
- 食甚資料：
  - 日期：1829年9月28日
  - 時間：1時46分53秒
  - 地點：35N 164E
  - 食分：0.9317
  - 日環食持續時間：7分43秒

## 文獻記錄
中國史書《清實錄》記載，「道光九年己丑，九月壬辰朔，日食。」</ref>經後人推算，西元1829年9月28日中國時區上午8點11分，北京可見食分0.62。

## 外部連結
- NASA日食專頁（页面存档备份，存于）（英文）